# Sinapsi immunologica
In immunologia, una sinapsi immunologica o sinapsi immunitaria o SMAC (supramolecular activation cluster, cluster di attivazione sopramolecolare) è l'interfaccia tra:
1. Un linfocita (come ad esempio un Linfocita T effettore o una Cellula Natural Killer).;
2. Una cellula-presentante-l'antigene(APC) o qualsiasi altra cellula presentante il non-self (cellula trasformata).

La sinapsi immunologica è composta dalle molecole responsabili dell'attivazione della cellula T che compongono i tipici clusters "pattern - attivazione". La sinapsi immunologica è ancora un oggetto in fase di scoperta per la ricerca di base moderna.
Il complesso come intero possiede diverse funzioni, includendo tra le altre:
- Regolazione dell'attivazione del linfocita;[3]
- Trasferimento dei complessi MHC-peptide dalle APCs ai linfociti;
- Secrezione diretta di citochine o di granuli litici;

## Storia

### Il contributo di Kupfer e Dustin
Venne scoperta per la prima volta da Abraham Kupfer al National Jewish Medical and Research Center in Denver (Colorado, USA); il termine venne coniato da Michael Dustin alla NYU che la studiò con maggiore dettaglio. L'interfaccia venne originariamente denominata così perché:
- assunse questo nome dopo la scoperta della sinapsi nervosa;
- condivide con la sinapsi nervosa il modello strutturale di base.

Abraham Kupfer presentò la prima volta la sua scoperta durante il Keystone symposia nel 1995, mostrando delle immagini tridimensionali di cellule immunitarie che interagivano l'una con l'altra. Le molecole chiave nella sinapsi erano: 
1. il T cell receptor di un linfocita T
2. La sua controparte (il MHC, complesso maggiore di istocompatibilità).

Altre molecole chiavi importanti pronunziate furono LFA-1, ICAM-1, CD28, e CD80/CD86.

### Il contributo di Davis e Strominger
Daniel M. Davis e Jack Strominger dimostrarono la presenza di sinapsi immunologiche ben strutturate su altri linfociti (le Cellule Natural Killer) e pubblicarono la loro scoperta all'incirca nello stesso periodo.

## Modello a "occhio di bue"
La SMAC è una struttura composta da anelli concentrici (in un modello conosciuto "bull's eye", cioè a "occhio di bue") ognuno contenente cluster segregati di proteine: 
- c-SMAC (central-SMAC, SMAC-centrale) composta da:
  - le isoforme θ della protein chinasi C,[5]
  - CD2;
  - CD4;
  - CD8;
  - CD28;
  - Lck;
  - Fyn.[6]
- p-SMAC (peripheral-SMAC, SMAC-periferica) dove sono raggruppate le proteine: 
  - LFA-1, lymphocyte function-associated antigen-1; antigene 1 associato alla funzione del linfocita);
  - talina, una proteina citoscheletrica.
- d-SMAC (SMAC distale) ricca di molecole:
  - CD43;
  - CD45.[7][8]

### Altri modelli
Delle nuove ricerche tuttavia hanno dimostrato che il modello ad "occhio di toro" (bull's eye) non è presente in tutte le sinapsi immunologiche. Ad esempio sono presenti diversi pattern nella sinapsi tra Linfociti T e cellule dendritiche.

## Formazione
L'interazione iniziale avviene tra:
1. Il self, ovvero LFA-1 (presente nell'anello p-SMAC) di una cellula T;
2. Il non-self, ovvero delle molecole di adesione non specifiche (come ICAM-1 o ICAM-2) sulla cellula bersaglio.

Quando il linfocita T si lega alla cellula bersaglio, esso può amplificare i suoi pseudopodi e "scannerizzare" la superficie della cellula target per trovare un complesso peptide:MHC specifico

### Formazione degli pseudopodi
Il processo di formazione inizia quando il T-cell receptor (TCR) si lega al complesso peptide: MHC sulla APC. Diverse vie di segnalazione specifiche portano alla polarizzazione della cellula T per l'orientazione del suo centrosoma verso il sito della sinapsi immunologica.

### Formazione degli anelli della sinapsi
L'accumulo e la polarizzazione dell'actina sono scatenati dalle interazioni TCR/CD3 con le integrine e piccole GTPasi (come Rac1 o Cdc42). Queste interazioni attivano dei grandi complessi multimolecolari contenenti: 
- WAVE (Scar),
- HSP300,
- ABL2,
- SRA1,
- NAP1 e
- altre proteine;

I complessi si associano ad Arp2/3 (che promuove in primo luogo la polimerizzazione dell'actina). Il flusso di actina simmetrico e centripeto guida la formazione dell'anello p-SNAP.
All'accumulo e alla riorganizzazione dell'actina si promuove il reclutamento dei TCRs e delle integrine. Questo processo si "autoamplifica" attraverso un meccanismo a feedback positivo.

### Variazioni del processo
Alcune parti di questo processo potrebbero differire tra i linfociti T CD4+ e CD8+. Ad esempio, la formazione della sinapsi è più veloce nelle cellule T CD8+ poiché per esse è essenziale eliminare il patogeno velocemente. Nei linfociti T CD4+ al contrario l'intero processo di formazione della sinapsi può richiedere un tempo di addirittura 6 ore. Nei linfociti T CD8+ la formazione della sinapsi porta all'uccisione della cellula bersaglio attraverso la secrezione di enzimi citolitici. 